# ساندرا میلو
ساندرا میلو (ایتالیایی: Sandra Milo؛ زادهٔ ۱۱ مارس ۱۹۳۳) هنرپیشه اهل ایتالیا است. 
از فیلم‌هایی که وی در آن نقش داشته است، می‌توان به رو به جلو… حرکت!، ۱/۲ ۸، افسون‌شده، خانواده خوشبخت، سا ایرا - رودخانه شورش، ناتوان هستی‌گرا، شب غیرعادی، برای عشق… برای افسون…، تعطیلات آخر هفته، به سبک ایتالیایی، هیچ‌کجا مثل خانه نیست و آدوا و دوستان اشاره کرد.